# Nedre Butjärnen
Nedre Butjärnen är en sjö i Ånge kommun i Medelpad och ingår i Ljungans huvudavrinningsområde. Sjön har en area på 0,0298 kvadratkilometer och ligger 302 meter över havet.

## Delavrinningsområde
Nedre Butjärnen ingår i det delavrinningsområde (691163-145746) som SMHI kallar för Utloppet av Nedre Butjärnen. Medelhöjden är 338 meter över havet och ytan är 1,19 kvadratkilometer. Räknas de 5 avrinningsområdena uppströms in blir den ackumulerade arean 11,13 kvadratkilometer. Kroktjärnån som avvattnar avrinningsområdet har biflödesordning 3, vilket innebär att vattnet flödar genom totalt 3 vattendrag innan det når havet efter 176 kilometer. Avrinningsområdet består mestadels av skog (97 procent).